# شوراپانی
شوراپانی (به لاتین: Shorapani) یک منطقهٔ مسکونی در گرجستان است که در شهرداری زستاپونی واقع شده‌است. شوراپانی ۱٬۲۵۸ نفر جمعیت دارد.